# Convent de les Josefines (Moià)
El Convent de les Josefines és una obra eclèctica de Moià protegida com a Bé Cultural d'Interès Local.

## Descripció
Antic convent, format per planta baixa, planta noble i golfes. Presenta simetria respecte a l'eix marcat per la porta d'accés, d'arc rebaixat, i grans carreus de pedra. El parament, igualment, és de pedra, presentant en el primer pis cinc finestres de gran secció (una d'elles convertida en balcó) coronades amb sengles frontons triangulars. A l'eix marcat pels esmentats frontons, i a nivell de les golfes, trobem petites obertures de seccions rectangulars. El conjunt és coronat per un ràfec de pedra decorat amb motius geomètrics.

## Història
Aquest convent de Josefines va ésser habitat fins a la dècada de 1970. Actualment és propietat de la parròquia.